# واغنر مورا
واغنير مانيسوبا دي مورا (بالبرتغالية: Wagner Moura‏) (تلفظ برتغالي: ‎/ˈvaɡneɾ ˈmo-ɾa/‏) ولد في 27 يونيو 1976 ، ممثل أفلام وتلفزيون و مسرح برازيلي الجنسية .كما يعتبر من أبرز الممثلين وأكثرهم عراقة في البرازيل، أشتهر بعد أداء شخصية العقيد روبرتو ناسيمنتو، ولاحقاً بعد أداءه لشخصية بابلو إسكوبار في مسلسل ناركوس و الذي ترشح لجائزة غولدن غلوب على هذا الدور .

## الأعمال

### أفلام
- حرب أهلية (2024)

## روابط خارجية
- واغنر مورا على موقع IMDb (الإنجليزية)
- واغنر مورا على موقع ألو سيني (الفرنسية)
- واغنر مورا على موقع أول موفي (الإنجليزية)
- واغنر مورا على موقع قاعدة بيانات الأفلام السويدية (السويدية)
- واغنر مورا على موقع قاعدة بيانات الفيلم (الإنجليزية)
- واغنر مورا على موقع كينوبويسك (الروسية)